# 一般職系處
一般職系處（英語：General Grades Office, GGO）是香港政府公務員事務局的內部機構，負責管理行政主任、文書主任、文書助理、私人秘書等屬於一般職系的公務員，由首長級薪級第3點（D3）的一般職系處長主管，處長也是一般職系公務員的職系首長，由政務職系或行政職系出身的公務員出任。
一般職系公務員早期由首席助理銓敍司負責管理，之後改由同樣屬於首長級薪級第2點的高級首席行政主任負責管理。1993年7月，香港政府在公務員事務科內部設立D3級的一般職系處長職位，作為一般職系公務員的職系首長，首任處長是當時的副公務員事務司黎蕭寶珍。到了1994年，公務員事務科正式成立一般職系處。一般職系處現在設有行政職系組、文書及秘書職系組、培訓及發展組和公務員考試組，負責超過三萬名一般職系公務員的招聘、管理和培訓。政務職系也屬於一般職系，但其職級高於其它一般職系（最高可以晉升到D8級常任秘書長），不歸入一般職系處管理。

## 歷任一般職系處長
1. 黎蕭寶珍 (英語：Lai Siu Po-chun, Alice)：1993年—1994年
2. 何宣威 (英語：Ho Suen-wai, Francis)：1994年—1995年
3. 劉國康 (英語：LAU Kwok-hong, Cletus)：1995年—2003年
4. 卓永興 (英語：Cheuk Wing-hing, Warner)：2003年—2006年
5. 陳念德 (英語：Chan Nim-Tak, Patrick)：2006年—2012年
6. 陳炳輝 (英語：Chan Ping-fai)：2012年—2016年
7. 李柏康 (英語：Li Pak-hong)：2016年—2018年
8. 陳信禧 (英語：CHAN Shun-hee, Hermes)：2018年—